# Alfredo Catalani
Alfredo Catalani (Lucca, 1854. június 19. – Milánó, 1893. augusztus 7.) olasz romantikus operaszerző. Eltérően a legtöbb olasz komponistától, Catalani nem zárkózott el a német zenei hagyományoktól: ő a legismertebb olasz zeneszerző, aki a wagneri zenedráma módszereit megpróbálta beolvasztani művészetébe.

## Élete
Catalani a luccai templom karnagyának fiaként látta meg a napvilágot 1854-ben, ennek következtében szülei természetesnek tartották, hogy már kora gyermekkorában elkezdjék megismertetni a zenei alapismeretekkel. Első mestere apja, majd Fortunato Magi volt (aki mellesleg Puccini nagybátyja is volt egyben), aztán a párizsi konzervatórium zeneszerzés szakán tanult, ahol François Bazin tanítványa lett (aki meglehetősen konzervatív zenei nézeteket vallott). A párizsi évek után Catalani Milánóban telepedett le, ahol Antonio Bazzini irányította tanulmányait.
A városban bekapcsolódott a Scapigliatura Társaság munkájába. Ekkor ismerkedett meg Arrigo Boitóval és Franco Faccióval. Még párizsi tartózkodása alatt, 1875-ben Catalani komponált egy egyfelvonásos operát Boito librettója alapján, de az eredeti kéziraton nincs feltüntetve Boito neve, így sokáig úgy gondolták, hogy a két mester egyetlen alkalommal sem dolgozott együtt. Kettőjük alkotói kapcsolata azonban nem bizonyult hosszú távúnak, annak ellenére sem, hogy a közös munka, (A sarló) a párizsi konzervatóriumi bemutatón kedvező fogadtatásban részesült.
Catalani második operáját Elda címmel 1880-ban mutatták be nagy sikerrel. Ennek köszönhetően a zeneszerző végre függetleníteni tudta magát anyagilag. Az Elda sikere fordulópont volt alkotói munkájában is: ettől kezdve csak is saját művészi elképzelései szerint kezdett komponálni vagy vállalt el felkéréseket.
1890-ben, Amilcare Ponchielli halála után kinevezték a milánói konzervatórium igazgatójának. Ismerősei és barátai is sokat betegeskedő és visszahúzódó emberként írták le a zeneszerzőt. Operaszerzőként nem tudott igazán átütő sikereket elérni. Edmea című darabját Arturo Toscanini vezénylésével mutatták be, ez még sikert aratott, de az Elda átdolgozott verziója, a Loreley már nem érdekelte a Scala vezetőségét. Az opera túl sokat köszönhetett Wagnernak, így végül Torinóban mutatták be. A Loreley Olaszországon kívül is ismertté tette a nevét, akárcsak utolsó operája, a Wally. A sors azonban nem szánt hosszú életet Catalaninak művészete kibontakoztatására. 1893-ban, harminckilenc évesen hunyt el Milánóban.

## Munkássága
A zenetörténészek mai megítélése szerint Catalani muzsikája alapos szakmai felkészültségről tesz tanúbizonyságot, a wagneri vonások elsősorban a hangszerelésben mutathatóak ki. Emellett azonban az igazi invenció, a dallamkezdemények megfelelő kibontakozása hiányzik zenéjéből. Catalani szerény, lírai zenét komponált, de Wagner és Verdi túlságosan nagy hatást gyakorolt rá, és ez megakadályozta abban, hogy kifejleszthesse egyéni stílusát. A verizmus szellemében alkotott, de verista társai és Puccini zenei intenzitását nem tudta elérni, a színházhoz pedig kevés érzéke volt. Ennek és rövid életének köszönhetően Catalani zenéje a mai napig ismeretlen a nagyközönség előtt.
Manapság, bár több művét is kiadták CD-n, a La Wally egyműves szerzőjeként él a köztudatban. A zenemű minden hibája ellenére is felkeltheti a mai hallgató érdeklődését. Az operában az egyes motívumok kitüntetett használata Wagnert idézi, de a mű átkomponáltsága inkább Verdi Otelló hasonlít, nem pedig Wagner operáihoz. Ezenkívül a dallamok is félreérthetetlenül Verdit idézik. Operái mellett a zeneszerző egy misét és néhány zenekari művet is komponált.

## Operái

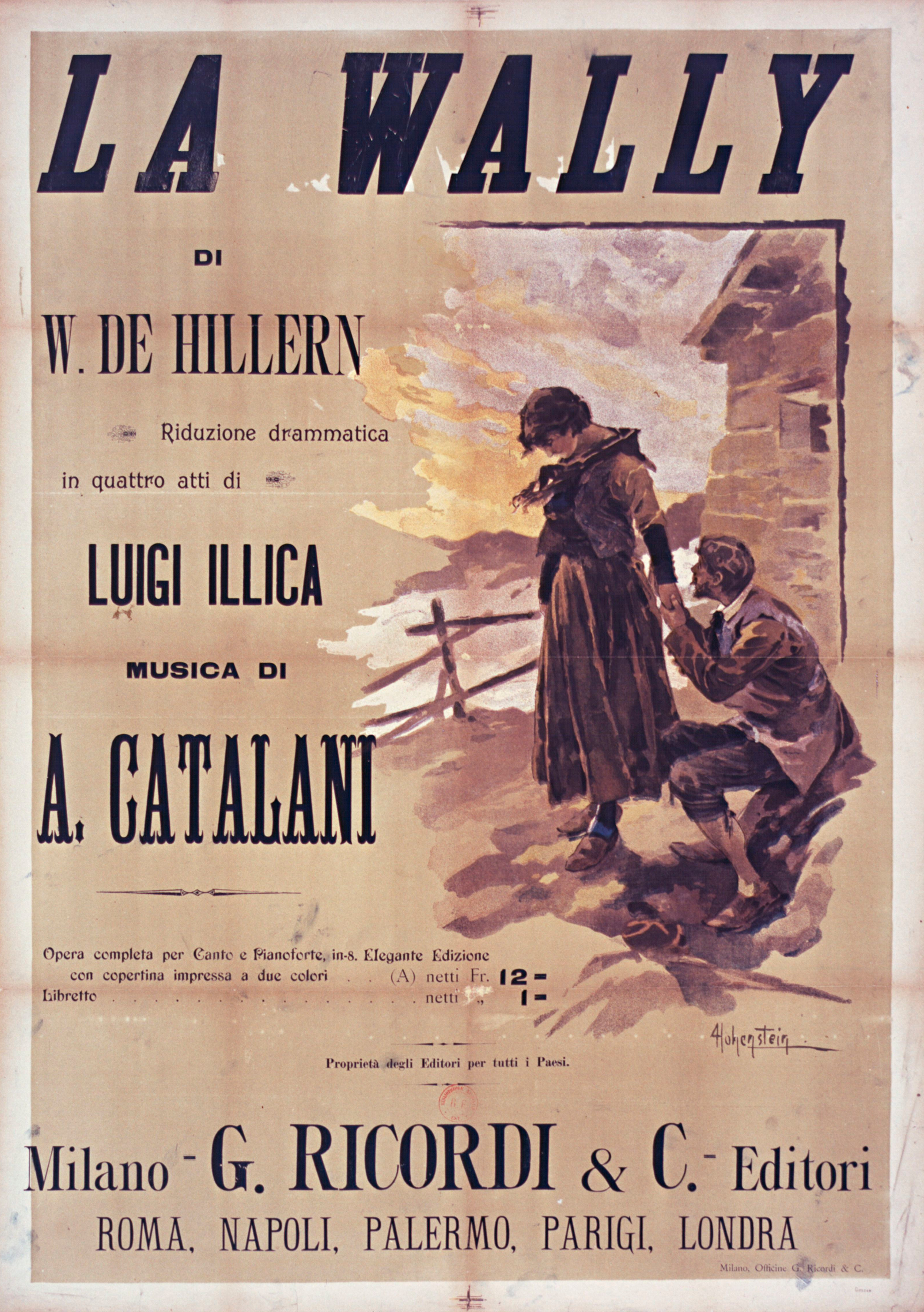
La Wally plakát

- La falce 1875
- Elda 1880
- Dejanice 1883
- Edmea 1886
- Loreley 1890
- La Wally 1892